# Verdeckte Staatsverschuldung
Verdeckte Staatsverschuldung ist eine Kreditaufnahme, die von einem staatlichen Haushalt veranlasst und diesem wirtschaftlich zuzurechnen ist, aber nicht in diesem Haushalt ausgewiesen wird. Die Gesamtverschuldung des Staates ergibt sich als die Summe aus offener und verdeckter Staatsverschuldung.

## Formen
Verdeckte Staatsverschuldung im engeren Sinne entsteht z. B. durch
- Budgetausgliederung in Staatsunternehmen, die nicht zum Staatssektor zählen. Unternehmen werden Träger verdeckter Staatsverschuldung, wenn sie formal zwar selbständig sind, wirtschaftlich aber vollständig oder weitgehend von den Zuweisungen des ausgliedernden Haushaltes abhängen,
- Nichtausweis ungewisser Verbindlichkeiten in der staatlichen Vermögensrechnung (z. B. Pensionsverbindlichkeiten bei Beamten, Verbindlichkeiten gegenüber der Rentenversicherung wegen versicherungsfremder Leistungen),
- Public-Private-Partnership-Projekte (z. B. die Kosten der Maut-Einführung vor der Übernahme der Schulden),
- Nichtausweis von Verwaltungsschulden, während Finanzschulden ausgewiesen werden,
- Leasinggeschäfte.

## Motive für verdeckte Staatsverschuldung
Motiv für verdeckte Staatsverschuldung ist neben dem Wunsch, die Verwendung von Verschuldung für bestimmte Zwecke deutlich zu machen, die Absicht, die staatliche Verschuldung geringer erscheinen zu lassen als sie wirklich ist. Daneben ist die Umgehung von Schuldenbremsen ein häufiges Motiv.

## Abgrenzungen und benachbarte Begriffe

### Nebenhaushalte
Der Staat hat die Möglichkeit Aufgaben in Nebenhaushalte zu verlagern. In Deutschland werden diese meist mit dem Euphemismus Sondervermögen bezeichnet. Diese werden nach dem Europäischen System Volkswirtschaftlicher Gesamtrechnungen dem Sektor Staat zugerechnet und sind damit nur schlecht verdeckte Staatsverschuldungen. Beispiele für diese Formen der verdeckten Staatsverschuldung waren in Deutschland die Treuhandanstalt und der Erblastentilgungsfonds.

### Implizite Staatsverschuldung
Aus ökonomischer Sicht ergeben die explizite ({\displaystyle E_{v}}) und implizite Staatsverschuldung ({\displaystyle I_{v}}) zusammen die Gesamtverschuldung ({\displaystyle G_{v}}) eines Staates. Implizite Staatsverschuldung sind dabei ökonomische Verpflichtungen des Staates, die eine verschuldungsgleiche Wirkung haben, aber rechtlich keine Schulden sind. Diese sind aus ökonomischer Sicht aber nicht aus rechtlicher Teil der verdeckten Staatsverschuldung.

### Gemeinsame Schulden
Gemeinden können sich zur Erfüllung spezieller Aufgaben zu Gemeindeverbänden zusammenschließen (z. B. ein Wasserverband). Diese können Schulden aufnehmen, die in den Haushalten der beteiligten Gemeinden dann nicht auftauchen, ihnen aber wirtschaftlich zuzurechnen sind. Das Statistische Bundesamt rechnet diese Schulden anteilig den beteiligten Gemeinden zu. Auf transnationaler Ebene bestehen solche gemeinsame Schulden z. B. im Wiederaufbaufonds (EU).

### Grenzfälle
Die KfW ist nicht Teil des Staatssektors. Bei der KfW handelt es sich um eine Bank, die von der Europäischen Zentralbank auf der MFI-Liste geführt wird. Einheiten, die auf dieser Liste stehen, sind per Sonderregelung des ESVG 1995 dem Sektor Finanzielle Kapitalgesellschaften zuzuordnen. Aktiva und Passiva der KfW werden nicht beim Staat nachgewiesen. Die KfW handelt aber grundsätzlich im öffentlichen Auftrag.